# La Segunda Cripta

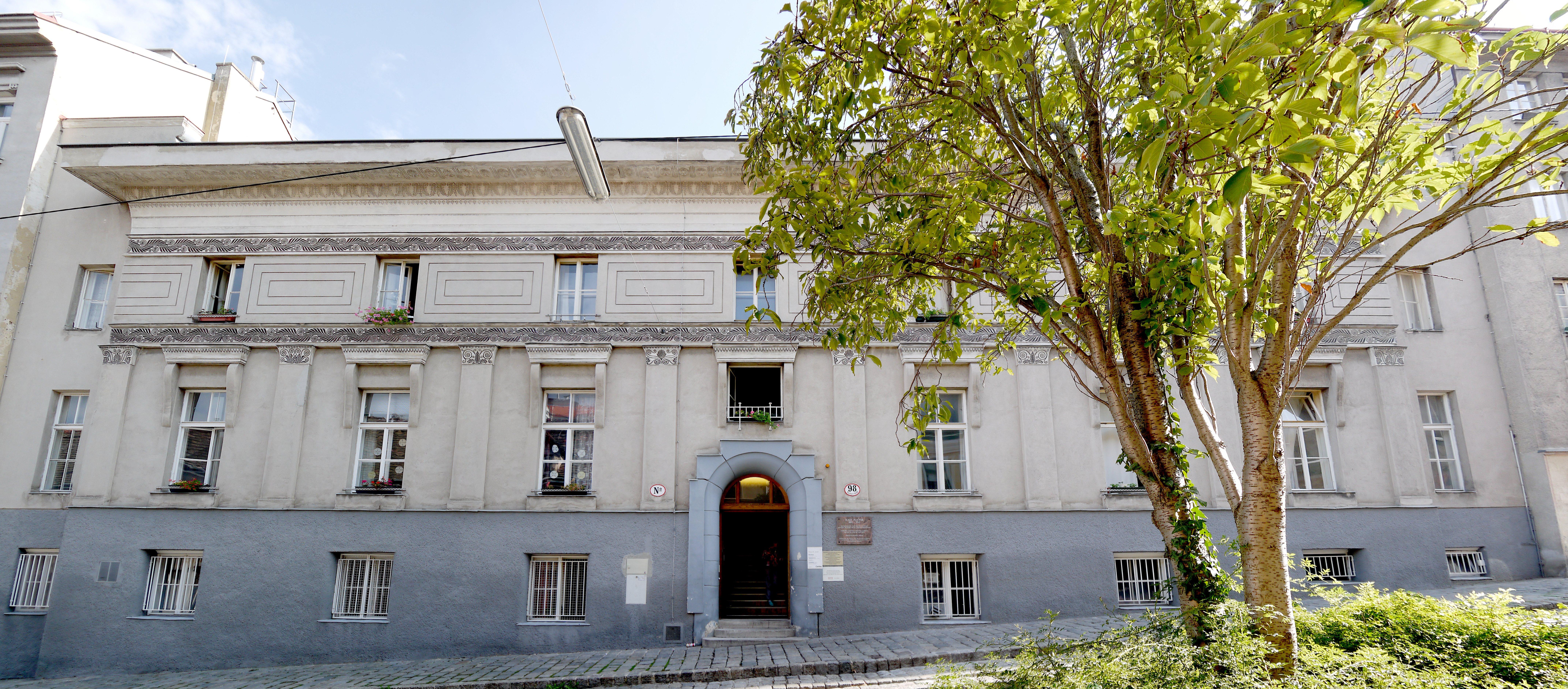
Entrada principal a Zweite Gruft, Austria.

La Segunda Cripta (en alemán: "Zweite Gruft") es un centro para personas sin hogar administrado por Caritas Viena en el distrito 18 de Viena, Währing.

## Ubicación y Arquitectura
La Segunda Cripta se encuentra en Lacknergasse 98 en el distrito de Weinhaus.
La obra fue diseñada por el arquitecto Jože Plečnik, está concebida como una estructura de hormigón armado en estilo neoempírico o neoclásico.
La casa, originalmente de uso como albergue infantil y posteriormente como alojamiento para adultos, tiene un plano de planta funcional.
El pasillo está dispuesto como un vestíbulo. Está bordeado por paneles de techo acristalados en ambos extremos, lo que permite que la luz del día penetre en todos los pisos hasta la planta baja.
El edificio está catalogado como patrimonio, por lo tanto está protegido.

## Historia
El edificio se ordenó construir por Johann Evangelist Zacherl, cofundador de la asociación católica "Child Protection Stations", fue construido en 1907 e inicialmente se utilizó como albergue infantil.

## Servicios
Para hombres y mujeres sin hogar, el centro Caritas ofrece alojamiento, duchas y aseos. Se proporcionan sacos de dormir si es necesario. El desayuno es gratis, el almuerzo está disponible por un precio simbólico. También hay un refugio de emergencia para mujeres.

## Enlaces
- Wikimedia Commons alberga una categoría multimedia sobre Lacknergasse 98, Wien.
- La Segunda Cripta en el sitio oficial de Caritas Viena (en alemán)  Archivado el 28 de septiembre de 2020 en Wayback Machine.